# San Pedro Tolentino
San Pedro Tolentino är en ort i Mexiko.   Den ligger i kommunen Villagrán och delstaten Guanajuato, i den centrala delen av landet, 230 km nordväst om huvudstaden Mexico City. San Pedro Tolentino ligger 1 735 meter över havet och antalet invånare är 235.
Terrängen runt San Pedro Tolentino är en högslätt. Runt San Pedro Tolentino är det ganska tätbefolkat, med 222 invånare per kvadratkilometer. Närmaste större samhälle är Celaya, 18,4 km öster om San Pedro Tolentino. Trakten runt San Pedro Tolentino består till största delen av jordbruksmark.